# Leptopelis anchietae
Leptopelis anchietae és una espècie de granota de la família dels hiperòlids que viu a Angola.